# جيرالد مارتن سميث
جيرالد مارتن سميث (بالإنجليزية: Gerald Martin Smith)‏ هو طبيب وشخصية أعمال بريطاني، ولد في 21 مايو 1955.